# V443 Близнецов
V443 Близнецов (лат. V443 Geminorum) — двойная затменная переменная звезда типа W Большой Медведицы (EW) в созвездии Близнецов на расстоянии приблизительно 789 световых лет (около 242 парсек) от Солнца. Видимая звёздная величина звезды — от +11,1m до +10,7m. Орбитальный период — около 0,3383 суток (8,1201 часа).

## Характеристики
Первый компонент — жёлто-белая звезда спектрального класса F. Радиус — около 1,3 солнечного, светимость — около 2,17 солнечных. Эффективная температура — около 6149 К.
Второй компонент — жёлто-белая звезда спектрального класса F.